# Хейсон Михайло Зельманович
Михайло Зельманович Хейсон (1909, Миколаїв, Херсонська губернія, Російська імперія — 1943, Україна) — український радянський футболіст, півзахисник.

## Біографія
Футбольний шлях розпочинав у команді «Андре Марті» з Миколаєва. Після переїзду до Одеси захищав кольори місцевих клубів «Динамо», «Харчовик» і «Спартак». Учасник першої гри одеситів в еліті радянського клубного футболу: 12 травня 1938 року проти ленінградського «Динамо» (1:1). Всього провів у групі «А» чемпіонату СРСР 52 матчі, у кубку — 9 матчів (3 голи).
Під час Другої світової війни служив рядовим у підрозділі протитанкової артилерії. Загинув під Києвом у 1943 році.